# Cagiva Cocis
Le Cagiva Cocis è una motocicletta da deserto della Cagiva prodotta con un motore a due tempi nella sola cilindrate di 50 cm³, questa moto venne prodotta anche in versione motociclo 125 dal 1988 al 1992 con il nome di Tamanaco 125.

## Cocis
Prodotta dal 1988 al 1989, le linee sono della Cagiva Tamanaco, così come le soluzioni tecniche che sono le medesime, come ad esempio il telaio in comune, la Cocis si differenzia per l'uso di un unico radiatore posto alla sinistra munito di vaso d'espansione posto nel cupolino, mentre a destra della moto si ha il serbatoio dell'olio.
Il motore, completamente costruito e progettato in Cagiva, è all'epoca della presentazione il primo 50 cc italiano di serie con aspirazione diretta nel carter e contralbero antivibrazioni (Minarelli avrebbe introdotto il suo AM 345 con medesime caratteristiche solo qualche tempo dopo). Pur essendo raffreddato a liquido è caratterizzato da una moderata alettatura ai lati dello stesso (come nei motori raffreddati ad aria), mentre la testata è del tipo scomponibile, il miscelatore è posto alla sinistra del blocco motore, il quale è munito di contralbero. Il cambio è a 4 marce, che diventano 6 sulle versioni da 75 cc per il mercato spagnolo.

## Cocis 2
Prodotta dal 1990 al 1991, si differenzia dal Cocis, per via del nuovo cambio a tre marce, rivisto il design con linea più stondata, nuove colorazioni e silenziatore di scarico a sezione cilindrica.
Nel 1990 per immortalare la vittoria di Edi Orioli, pilota ufficiale Cagiva nella competizione Paris-Dakar, la casa madre decide di mandare in produzione un Cocis edizione limitata E.Orioli: una nuova livrea a base bianca e colori ed adesivi nuovi sul mega serbatoio e sulle fiancate: Lucky Explorer, con codolino nero lucido, tabella autografata con numero di gara anteriore (92) sopra il faro (di derivazione Mito 1) e posteriore ai lati della sella posteriore, parafaro anteriore nero con griglia ad elementi orizzontali, mascherina faro anteriore nera per sdoppiare il fascio luminoso. Cupolino color fumè.